# Michel Camélat

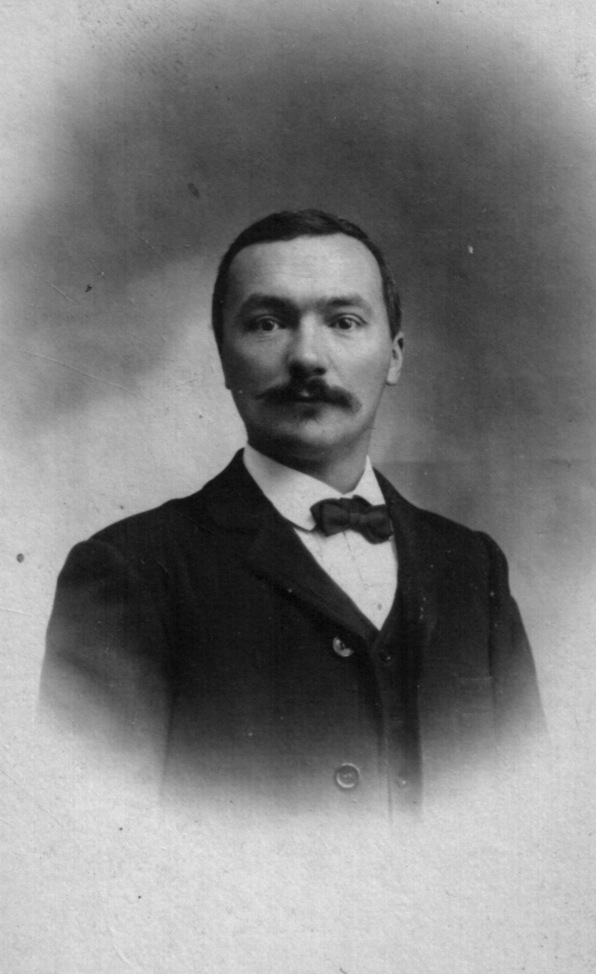
Michel Camélat

Michel Camélat (auch: Miquèu de Camelat; * 26. Januar 1871 in Arrens-Marsous; † 19. November 1962 in Tarbes) war ein französischer Schriftsteller okzitanischer Sprache.

## Leben und Werk
Michel Camélat wuchs im Lavedan als Sohn eines Schusters auf. Er besuchte das Gymnasium für angehende Priester (Petit séminaire) in Saint-Pé-de-Bigorre, verließ es jedoch aus mangelnder Berufung im Alter von 16 Jahren und begann mit eigener Dichtung im bearnesischen Dialekt des Gaskognischen, das wiederum Teilsprache des Okzitanischen ist. Als der Pariser Zweig des Félibrige 1890 in Tarbes ein Felibre-Fest (félibrée) veranstaltete, machte er durch erste eigene Texte auf sich aufmerksam und gewann Simin Palay als Mitstreiter für den Aufbau einer Sprachpflege des Bearnesischen. 1893 kam es zur Gründung der Zeitschrift Armanac patouès dé la Bigorro, 1894 umgetauft in Armanac Gascou–Bigorre–Béarn–Armagnac–Lanes. 1895 wurde eine Feliber-Gruppe gegründet. 1896 riefen die beiden Dichter den heute noch existierenden Verein Escòla Gaston Febus und  1897 die Zeitschrift Reclams de Biarn e Gascougne ins Leben, die unter dem Titel Reclams im März 2024 die 870. Nummer herausgab. 1902 wurde Camélat Majoral (Akademiemitglied) des Félibrige (Sitz: Cigalo Gascouno, o de la Douzo). Von 1909 bis 1914 bestand mit mehr als 100 Nummern die von den beiden Freunden gegründete Zeitschrift La Bouts de la Terre d’Armagnac, Biarn, Bigorre e Lanes. Er unterhielt enge Kontakte zu den Dichtern Jean-Baptiste Bégarie (1892–1915) und André Pic (1910–1958) sowie zur Katalanischen Renaissance.
Camélats literarische Produktion bestand vor allem aus den beiden Epen Belina (1899) und Morta e viva (1920), mit denen er an die Seite von Frédéric Mistral gestellt wurde, dem Erzählungsband Vita vitanta (1937), ferner aus den beiden Theaterstücken Gaston Phebus (1912) und Lola (1925) sowie Gedichten und daneben aus Forschung zur Sprache und Literatur des Bearnesischen.
Michel Camélat starb 1962 im Alter von 91 Jahren in Tarbes. In seinem Geburtsort Arrens wurde ihm eine Statue errichtet. In Tarbes ist eine Straße nach ihm benannt.

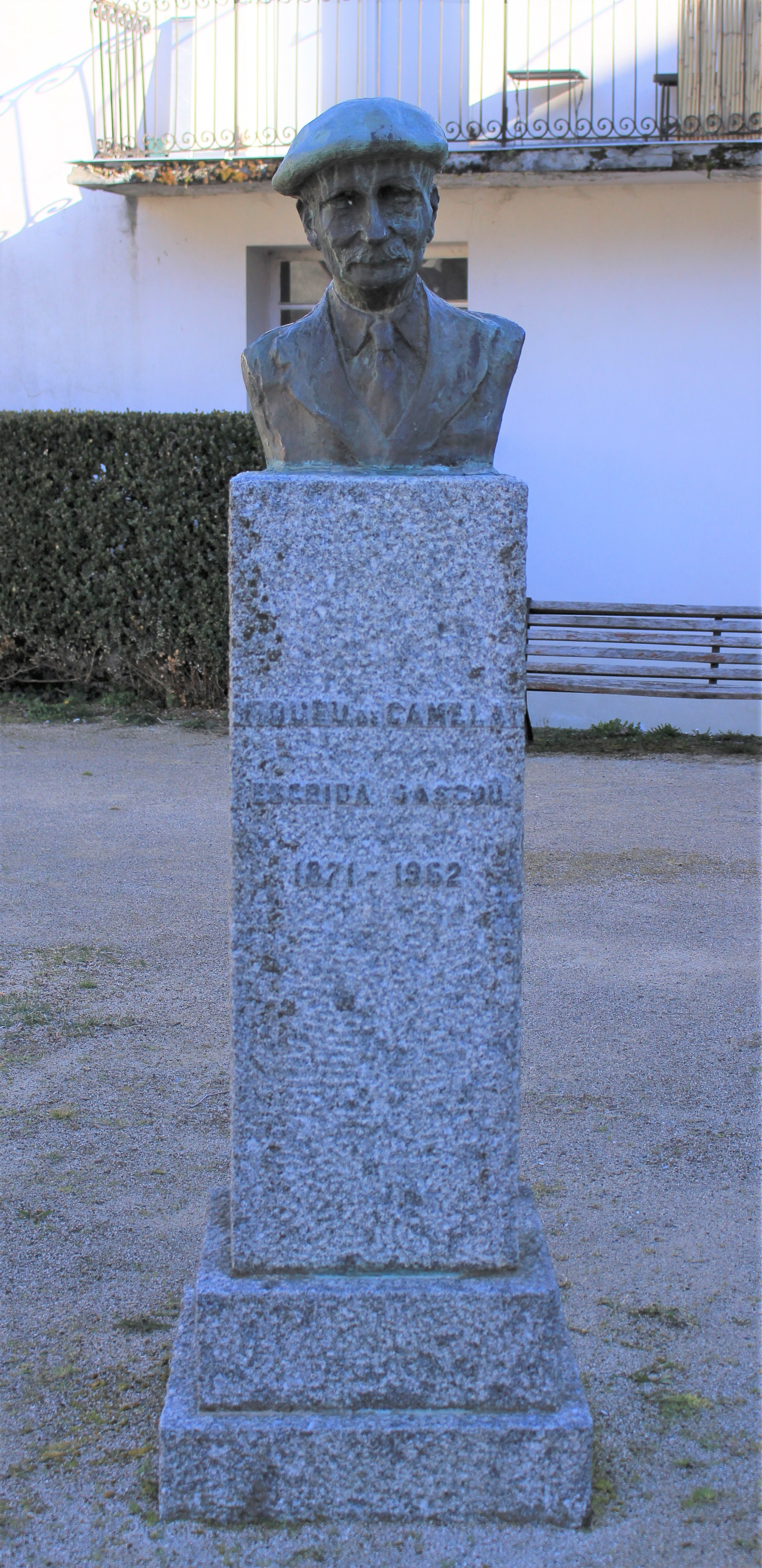
Büste von Michel Camélat in Arrens-Marsous

## Werke (Auswahl)
- Le patois d’Arrens. Picard, Paris 1891.
- Et Piu-Piu déra me laguta, cansoûs gascoùnas (parsâ mountagnol dèra Bigorra). Lescamela, Tarbes 1895.
- Beline. Pouème Gascou. Lescamela, Tarbes 1899. Belina. Institut d’Estudis Occitans, Toulouse 1962. Belina. Reclams, Pau 2009.
- Gaston Febus. Pèce en cinc estanques e en vers. La Bouts de la Terre, Pau 1912. Gastou-Febus. Marrimpouey, Pau 1936. Pau 1991. Pau 2000.
- Mourte et bibe. Marimpouey, Pau, 1920, 1951. Morta e Viva. Hrsg. Joan Salles-Loustau. Letras d’Oc, Toulouse 2009.
- Lola. Drama Liric en tres heytas. Drame en trois actes en vers. Toulouse 1924. Éditions occitanes, Samatan 1925.
- (Hrsg.) Garbes de pouesies (1520-1920). Marimpouey, Pau 1928.
  - Garbe de pouesies (1567-1957). 2e éd. remaniée. Marimpouey, Pau 1957.
- (Hrsg.) Garbe de proses (1175-1930). Marimpouey, Pau 1933.
- L’espiga aus Dits (pouesies). Marrimpouey, Pau 1934.
- Bite-Bitante. Marimpouey, Pau 1937. Billère 1971. Vita vitanta. Jour après jour. Reclams, Pau 2020.
- Lo Piu-Piu de la mie flahute. Marimpouey, Pau, 1942
- La Literature gascoune de las hounts prumères a oey lou die. Marimpouey, Pau 1950.